# Kwasi Kwarteng
Kwasi Kwarteng (nato Akwasi Addo Alfred Kwarteng; Waltham Forest, 26 giugno 1975) è un politico britannico.
Dal 2022 Cancelliere dello Scacchiere, è stato in precedenza Segretario di Stato per le imprese, l'energia e la strategia industriale dal 2021 al 2022. Membro del Partito Conservatore, è stato deputato alla Camera dei comuni per il collegio di Spelthorne nel Surrey dal 2010 al 2024.
Il 16 novembre 2018 Kwarteng è stato nominato Sottosegretario di Stato presso il Dipartimento per l'uscita dall'Unione europea, a seguito delle dimissioni di Suella Braverman. Dopo l'elezione di Boris Johnson a primo ministro nel luglio 2019, Kwarteng è stato promosso Ministro di Stato per le imprese, l'energia e la crescita pulita. Nel gennaio 2021, Kwarteng è stato promosso segretario agli affari dopo che Alok Sharma ha lasciato l'incarico per guidare la COP26. Dopo che Johnson si è dimesso nel 2022, Kwarteng ha sostenuto Liz Truss nel tentativo di diventare leader conservatore. Dopo la nomina di Truss a primo ministro, Kwarteng è la prima persona di colore a ricoprire il ruolo di Cancelliere dello Scacchiere.
Il 14 ottobre, dopo solo 39 giorni, viene licenziato in tronco da Liz Truss.

## Biografia
Kwarteng è nato nel distretto londinese di Waltham Forest nel 1975,, figlio unico di Alfred K. Kwarteng e Charlotte Boaitey-Kwarteng, emigrati dal Ghana come studenti negli anni '60. Sua madre è un avvocato e suo padre un economista nel Segretariato del Commonwealth.
Dopo aver frequentato una scuola elementare statale, Kwarteng ha frequentato Colet Court, una scuola preparatoria indipendente a Londra, dove ha vinto l'"Harrow History Prize" nel 1988. È poi andato all'Eton College, dove è stato insignito del premio "Newcastle Scholarship". Ha letto classici e storia al Trinity College di Cambridge, ottenendo un primo posto in entrambe le materie e vincendo due volte la "medaglia Browne". Era membro della squadra che ha vinto la University Challenge nel 1995 (nella prima serie dopo che il programma fu ripreso dalla BBC nel 1994). Mentre si trovava a Cambridge, era anche membro dell'University Pitt Club. Ha frequentato l'Università di Harvard con una borsa di studio Kennedy e poi ha conseguito un dottorato di ricerca in storia economica presso l'Università di Cambridge nel 2000.

### Inizio carriera
Prima di diventare membro del Parlamento, Kwarteng ha lavorato come editorialista per The Daily Telegraph e come analista finanziario presso JPMorgan Chase e altre banche di investimento. Ha scritto un libro, Ghosts of Empire, sull'eredità dell'Impero Britannico, pubblicato da Bloomsbury nel 2011. Nel 2011 è stato coautore di Gridlock Nation con Jonathan Dupont, sulle cause e le soluzioni al traffico congestionato in Gran Bretagna.

### Cancelliere dello Scacchiere (2022)
Kwarteng è stato nominato Cancelliere dello Scacchiere dal Primo Ministro entrante Liz Truss il 6 settembre 2022. Il 23 settembre 2022 ha annunciato una serie di politiche economiche denominate "The Growth Plan 2022" in quello che il Tesoro ha descritto come un "evento fiscale"; questo è stato soprannominato un "mini-budget" dai media. Ha rifiutato di consentire all'Ufficio per la responsabilità di bilancio di valutare l'impatto economico del bilancio e di fornire una previsione.
Tra le politiche annunciate da Kwarteng c'era il taglio dell'aliquota di base dell'imposta sul reddito dal 20% al 19% a partire dall'aprile 2023, l'abolizione dell'aliquota dell'imposta sul reddito più alta del 45% in Inghilterra, Galles e Irlanda del Nord, la revoca della soglia dell'imposta di bollo, il congelamento delle bollette energetiche, lo storno dell'aumento della previdenza sociale da aprile 2022, l'abolizione del proposto contributo Sanitario e Sociale e l'abolizione del limite sui bonus bancari. Il direttore dell'Istituto per gli studi fiscali Paul Johnson lo ha definito "il più grande pacchetto di tagli alle tasse degli ultimi 50 anni" e ha affermato che "il piano sembra essere quello di prendere in prestito ingenti somme a tassi sempre più costosi, mettere il debito pubblico su un percorso di crescita insostenibile e sperare di ottenere una crescita migliore".
La settimana successiva, la sterlina è scesa al livello più basso in assoluto rispetto al dollaro USA, e le turbolenze nei prezzi dei titoli di Stato hanno portato la Banca d'Inghilterra a lanciare un programma di acquisto di obbligazioni di emergenza. Ciò ha indotto i prestatori di mutui ipotecari a ritirare oltre il 40% dei loro prodotti. Il Fondo monetario internazionale ha avvertito che le misure avrebbero aumentato le disuguaglianze.
A seguito delle critiche di diversi parlamentari conservatori, tra cui Michael Gove, il 3 ottobre 2022 Kwarteng ha dichiarato che il governo non avrebbe perseguito il piano per abolire l'aliquota dell'imposta sul reddito più alta del 45% pagata dalle persone che guadagnano oltre 150.000 sterline all'anno. Kwarteng ha affermato che il piano è diventato una "distrazione dalla nostra missione prioritaria di affrontare le sfide che il paese deve affrontare".
Kwarteng è stato destituito dalla carica di Cancelliere il 14 ottobre dopo soli 38 giorni di carica. Questo lo rese il secondo cancelliere del dopoguerra con la carica più breve dopo Iain Macleod, morto in carica. Kwarteng è stato sostituito da Jeremy Hunt.

## Vita privata
Kwarteng è descritto dagli amici come una persona "molto riservata". Ha avuto una relazione con l'ex ministro dell'Interno conservatore Amber Rudd. Ha quindi sposato nel dicembre 2019 l'"avvocato della città di Londra" Harriet Edwards. La loro figlia è nata nel 2021.
Ha vissuto a Bayswater e nel gennaio 2022 ha acquistato una casa a Greenwich. È membro del Garrick Club.